# Tom Courtenay
Sir Thomas Daniel (Tom) Courtenay (ur. 25 lutego 1937 w Kingston upon Hull) – brytyjski aktor teatralny i filmowy. 
Laureat Nagrody BAFTA za najlepszy debiut aktorski w roli Colina Smitha w filmie Samotność długodystansowca (1962). Nominowany do Oscara dla najlepszego aktora drugoplanowego za rolę Paszy Antipowa w filmie Doktor Żywago (1965) i dla najlepszego aktora pierwszoplanowego jako Norman w dramacie Garderobiany (1983). 
W lutym 2001 królowa Elżbieta II nadała mu szlachectwo za 40 lat pracy w kinie i teatrze. Jest doktorem honoris causa Uniwersytetu w Hull. 

## Życiorys

### Początki
Urodził się w Kingston upon Hull, w hrabstwie East Riding of Yorkshire, jako syn Annie Elizy (z domu Quest) i Thomasa Henry’ego Courtenay, malarza łodzi w dokach rybnych w Hull. Uczęszczał do Kingston High School, a następnie studiował język angielski na University College London, gdzie nie uzyskał dyplomu. Następnie studiował teatr w Royal Academy of Dramatic Art w Londynie.

### Kariera
Po raz pierwszy trafił na mały ekran jako osoba na ulicy w dramacie BBC Bez miłości (Without Love, 1956) z Billie Whitelaw. Występował na scenie w The Old Vic w przedstawieniach: Mewa Antona Czechowa (1960) jako Konstanty Gawryłowicz Trieplew, Henryk IV, część 1 (1961) w roli Henry’ego Percy’ego i Wieczór Trzech Króli (1961) jako Feste. Wkrótce został obsadzony w tytułowej roli w dramacie Szeregowy Potter (Private Potter, 1962) na podstawie scenariusza Ronalda Harwooda. Za kreację Colina Smitha w dramacie sportowym Tony’ego Richardsona Samotność długodystansowca (The Loneliness of the Long Distance Runner, 1962) wg opowiadania Alana Sillitoe otrzymał Nagrodę BAFTA za najbardziej obiecujący pierwszoplanowy debiut aktorski i nagrodę na Międzynarodowym Festiwalu Filmowym w Mar del Plata dla najlepszego aktora. Jako Billy Fisher w komediodramacie Johna Schlesingera Billy kłamca (Billy Liar, 1963) zdobył nominację do Nagrody BAFTA dla najlepszego aktora pierwszoplanowego. Jak trafnie zauważył jeden z krytyków, w rolach tych aktor „o szerokiej, gapiowatej twarzy bezlitośnie karykaturował pseudobuntownicze gesty rówieśników, odmawiając im realnego znaczenia”.
Rola szeregowca Arthura Hampa w Josepha Loseya Za króla i ojczyznę (King and Country, 1964) przyniosła mu Puchar Volpiego dla najlepszego aktora na 25. Międzynarodowym Festiwalu Filmowym w Wenecji.
W 1977 debiutował na Broadwayu w roli Simona w spektaklu Inaczej zaangażowany, za którą był nominowany do Tony Award. Triumfalnie powrócił do kina grając postać asystenta tyrańskiego kierownika grupy teatralnej w uznanym dramacie Garderobiany (The Dresser, 1983), za którą został uhonorowany Złotym Globem dla najlepszego aktora i był nominowany do Oscara. W serialu Kroniki młodego Indiany Jonesa (1995) zagrał polskiego antropologa Bronisława Malinowskiego.
W 2008 przyjął rolę Williama Dorrita w telewizyjnej adaptacji powieści Karola Dickensa Mała Dorrit (Little Dorrit).

## Życie prywatne
W 1964 był związany z Natalie Wood. 12 stycznia 1973 ożenił się z Cheryl Kennedy. W 1982 doszło do rozwodu. W sierpniu 1988 zawarł związek małżeński z Isabel Crossley. 

## Filmografia
- Szeregowy Potter (Private Potter, 1962) jako szeregowiec Potter
- Samotność długodystansowca (The Loneliness of the Long Distance Runner, 1962) jako Colin Smith
- Billy kłamca (Billy Liar, 1963) jako Billy Fisher
- Za króla i ojczyznę (King and Country, 1964) jako szer. Arthur Hamp
- Operacja „Kusza” (Operation Crossbow, 1965) jako Robert Henshaw
- Król szczurów (King Rat, 1965) jako por. Robin Grey
- Doktor Żywago (Doctor Zhivago, 1965) jako Pasza Antipow/Strielnikow
- Noc generałów (The Night of the Generals, 1967) jako st. szer. Kurt Hartmann
- Dzień, w którym wypłynęła ryba (The Day the Fish Came Out, 1967) jako nawigator samolotu
- A Dandy in Aspic (1968) jako Gatiss
- Otley (1968) jako Gerald Arthur Otley
- Jeden dzień z życia Iwana Denisowicza (One Day in the Life of Ivan Denisovich, 1970) jako Iwan Denisowicz Szuchow
- To Catch a Spy (1971) jako Baxter Clarke
- I Heard the Owl Call My Name (1973) jako ojciec Mark Brian
- Garderobiany (The Dresser, 1983) jako Norman
- Me and the Girls (1985) jako George
- Absent Friends (1985) jako Colin
- Szczęśliwego Nowego Roku (Happy New Year, 1987) jako Edward Saunders
- Leonard, część 6 (Leonard Part 6, 1987) jako Frayn
- Redemption (1991) jako Stan Peachey
- Ostatni motyl (Poslední motýl, 1990) jako Antoine Moreau
- Dawaj! (Let Him Have It, 1991) jako William Bentley
- Mała Nell (The Old Curiosity Shop, 1995) jako Daniel Quilp
- Młody Indiana Jones: Pawie oko (The Adventures of Young Indiana Jones: Treasure of the Peacock's Eye, 1995) jako Bronisław Malinowski
- Chłopiec z Merkurego (The Boy from Mercury, 1996) jako wujek Tony Cronin
- Prawdziwe angielskie małżeństwo (A Rather English Marriage, 1998) jako Roy Southgate
- Co się przydarzyło Haroldowi S? (Whatever Happened to Harold Smith?, 1999) jako Harold Smith
- Ostatnia prośba (Last Orders, 2001) jako Vic Tucker
- Nicholas Nickleby (2002) jako Newman Noggs
- Możemy zaczynać, panie McGill (Ready When You Are, Mr. McGill, 2003) jako statysta
- Totalna zagłada (Flood, 2007) jako Leonard Morrison
- Złoty kompas (The Golden Compass, 2007) jako Farder Coram
- Mała Dorrit (Little Dorrit, 2008) jako William Dorrit
- Gambit, czyli jak ograć króla (Gambit, 2012) jako major Wingate
- Kwartet (Quartet, 2012) jako Reginald „Reg” Paget
- Nocny pociąg do Lizbony (Night Train to Lisbon, 2013) jako João Eça
- 45 lat (45 Years, 2015) jako Geoff Mercer
- Aeronauci (The Aeronauts, 2019) jako Arthur Glaisher

## Nagrody
| Rok  | Nagroda                  | Kategoria                              | Film                              |
| ---- | ------------------------ | -------------------------------------- | --------------------------------- |
| 1963 | Nagroda BAFTA            | Najlepszy debiut aktorski              | Samotność długodystansowca (1962) |
| 1964 | Nagroda na MFF w Wenecji | Puchar Volpiego dla najlepszego aktora | Za króla i ojczyznę (1964)        |
| 1984 | Złoty Glob               | Najlepszy aktor dramatyczny            | Garderobiany (1983)               |